# Femme actuelle
Pour les articles homonymes, voir Femme (homonymie).
Femme actuelle est un magazine hebdomadaire féminin français fondé en 1984 par Axel Ganz.
Il appartient au groupe Prisma Media, qui depuis 2021 est contrôlé par Vincent Bolloré.

## Histoire
Fondé en 1984 par Axel Ganz avec une formule proche de Prima (maquette dense aux couleurs accrocheuses, nombreuses informations pratiques : mode, médecine, beauté, cuisine, jardinage), il se vend rapidement à 2 millions d'exemplaires, faisant de lui le premier magazine hebdomadaire féminin au détriment du magazine 7 Jours Madame lancé la même année par le groupe Hachette Filipacchi.
Le premier numéro date du 1er octobre 1984 et est vendu avec un prix de lancement de 4,50 FRF. Selon l'OJD, il se vend à plus de 785 000 exemplaires en 2012 et reste le magazine féminin le plus vendu et le plus lu en France, avec une audience globale mensuelle estimée à 16 millions de personnes.
Il se décline en magazines mensuels pour élargir son lectorat : Femme Actuelle Senior et Femme Actuelle Jeux.
Il est disponible en kiosque le lundi.

## Audience
Plusieurs journalistes listés parmi "l'équipe éditoriale" de journaux du groupe Prisma Media sont des faux noms, qui ont la particularité de présenter des portraits provenant de banques d'images. Les journaux bénéficient aussi d'un réseau de pages Facebook qui relaient continuellement leurs articles, bien qu'elles n'aient en apparence aucun lien avec les médias du groupe. Ce réseau permet d'augmenter de manière importante l'audience des sites⁣ : Femme actuelle a eu 63 millions de visites en février 2023.

## Concours littéraire
Lancé en 2007, le prix du roman Femme actuelle a pour ambition de faire émerger de nouveaux romanciers de talent. Présidé en 2023 par Françoise Bourdin, ce prix permet chaque année d'éditer et de mettre en place dans le réseau des libraires les œuvres de quatre nouveaux auteurs, tout en en faisant la promotion comme des best-sellers. Les lauréats sont choisis par un comité de lecture citoyen, non professionnel.

## Prix Femmes en Chœur
En 2015, Femme Actuelle, en partenariat avec la marque Dr Pierre Ricaud, lance le prix Femmes en Chœur. Depuis 2016, ce prix récompense trois lauréates qui, à la tête de leur association, œuvrent pour le bien-être des femmes et améliorent leur vie quotidienne. Il soutient les femmes engagées dans des actions concrètes en faveur de la réinsertion professionnelle et de l’accès aux droits, à l’éducation et à la culture,.